# 广州外国语学校
广州外国语学校（简称“廣州外校”，英文“Guangzhou Foreign Language School”）是一所位于中国广州市南沙区直屬于廣州市教育局的公立全日制、全寄宿制完全中学。原校于1962年经中华人民共和国教育部批准开办，并于1963年正式成立，是当年全国首批开办七所外国语学校中的其中之一间。学校曾在文化大革命时期以及1981年两次停办，直至2007年才被广州市人民政府决定另址复办。

## 校史
- 1962年，广州外国语学校经中华人民共和国教育部批准开办，是当时全国首批七所外国语学校之一。
- 1963年，在广东省教育厅批准下开始招生，直至文化大革命期间停办。
- 1973年，经广州市革命委员会批准恢复招生，以培养中小学外语教师，直至1981年停办，教师并入广州市师范学校（现广州市协和中学）。
- 2007年7月27日，在停办28年后，广州市人民政府常务会议研究决定另址新建复办广州外国语学校。学校占地面积达269亩，首期规划建筑面积为49000平方米，建设规模和功能以现行的省一级完全中学标准并有所提高为原则。办学规模为1800名学生。
- 2010年1月，学校落成并启用，首批初一新生招生共有490多人报名，实招80人。
- 2010年9月，復辦以來首屆高一招生，首批高一新生招生100人。

## 開設語種
作為外語特色完全中學，廣州外國語學校目前開設有英語、日語、德語、法語、西班牙語、俄語六個語種，並計劃在未來5年內曾設阿拉伯語、韓語等語種。目前，除了英語為第一外語之外，還開設有英德雙語班、英法雙語班、外交實驗班等外語特色實驗班。

學校第二外語科組在曾在2013年短暫開設過一學期的葡萄牙語校本選修課，供畢業班以外的各年級學生選修。

除英語之外，曾有學生以日語作為外語語種參加高考並取得接近滿分的高分。

## 学校领导

### 现任领导
- 党委书记：林伟洪

- 校长、党委副书记：彭斌

- 副校长：方剑、李理

## 辦學成果
2012年7月4日，广州市中考成绩放榜，广州外校復辦以來首次大考取得成功，全校78人参加考试，总分700分以上52人，占66.67%；其中，总分750分以上6人。全年级均分708.69，排名廣州市第五。總分最高分的同學是759分，这是广州外校复办以来实施博雅教育，首次中考取得的成绩。

2013年2月28日，广州外校三名高三学生被法国鲁昂高等工程师大学(ESIGELEC)錄取，獲得攻读五年制工程师硕士学位資格。
2014年7月4日，广州市中考成绩放榜，广州外校全年级均分724.38，为全市第二，仅次于广州市育才中学,全级28人总分达到750分以上，234人达到700分以上。英语单科状元（150分）3人，物理单科状元（100分）6人，化学单科状元（100分）9人。